# Manatí (Atlántico)
Manatí es un municipio colombiano, ubicado en el departamento del Atlántico, en la costa norte del país. Es una de las poblaciones con los registros con las más alta temperatura de Colombia.

## División político-administrativa
Además de su cabecera municipal, Manatí tiene bajo su jurisdicción los siguientes centros poblados:
- El Porvenir (La Compuertas)
- Villa Juana

## Historia
Antes de la colonización española, el lugar era llamado Mahabana, en honor a un cacique indígena de nombre Mahada. Según la versión más difundida de los historiadores, la población fue fundada por el capitán español Diego de Rebolledo en 1680.
En un principio, la población se conoció con el nombre de Villa de San Luis Beltrán, por el nombre del santo, que pasó por esa región como misionero dominico. Sin embargo, el nombre cambió a "Manatí" después de que, sorpresivamente, pescadores del lugar encontraran este mamífero en la ciénaga que rodeaba la población. 
La asamblea del departamento de Bolívar lo eleva a municipio por razón de una ordenanza de 1855.

## Geografía
El municipio se encuentra en una zona privilegiada por su cercanía a grandes fuentes de agua como el embalse del Guájaro y el canal del Dique.

## Economía
Las actividades principales de la economía municipal son la agricultura (con grandes plantaciones de algodón, millo, arroz y ajonjolí) y la ganadería. También hay algunos yacimientos de sulfato de calcio y yeso.

## Cultura
En el municipio se desarrollan festejos tales como los carnavales en el mes de febrero o marzo, las fiestas patronales de San Luis Beltrán en el mes de octubre, el festival de son de pajarito y de la Virgen de la Inmaculada Concepción en el mes de diciembre, entre otras festividades.

## Símbolos
La bandera del municipio es una tribanda con los colores amarillo, azul y rojo (similar a la bandera de Colombia) con un triángulo blanco en la esquina superior izquierda.
El escudo, de la autoría del poeta Sigifredo Rafael Ochoa Torrenegra y adoptado en el 2001, ostenta símbolos de la agricultura, la ganadería y los manatíes en el municipio, entre otros.
El himno es autoría de José Del Castillo Muñoz.

## Servicios públicos
- Energía Eléctrica: Air-e, del grupo EPM, es la empresa prestadora del servicio de energía eléctrica.
- Gas Natural: Gases del Caribe es la empresa distribuidora y comercializadora de gas natural en el municipio.